# Dreiband-Europameisterschaft der Damen 2009
Die Dreiband-Europameisterschaft der Damen 2009 war das 3. Turnier in dieser Disziplin des Karambolagebillards und fand vom 21. bis zum 23. August 2009 in Odense statt. Die Meisterschaft zählte zur Saison 2009/10.

Logo CEB (ausrichtender Verband)

## Geschichte
Ungeschlagen wurde die Niederländerin Therese Klompenhouwer zum dritten Mal Europameisterin im Dreiband. Im Finale siegte sie gegen Karina Jetten mit 2:0 Sätzen. Platz drei belegten Gülşen Degener und Gerrie Geelen.

## Modus
Gespielt wurde eine Vorrunde im Satzsystem à zwei Gewinnsätze mit vier 4er-Gruppen im Round-Robin-Modus mit Nachstoß. Die Satzdistanz betrug 12 Punkte oder 25 Aufnahmen. Die zwei Gruppenbesten je Gruppe kamen in die Knock-out-Runde. Ab jetzt wurde ohne Nachstoß gespielt. Platz drei wurde nicht ausgespielt.
Platzierung in den Tabellen bei Punktgleichheit:
1. GD = Generaldurchschnitt
2. HS = Höchstserie

## Vorrunde
| Abschlusstabelle Gruppe A | Abschlusstabelle Gruppe A | Abschlusstabelle Gruppe A | Abschlusstabelle Gruppe A | Abschlusstabelle Gruppe A | Abschlusstabelle Gruppe A | Abschlusstabelle Gruppe A | Abschlusstabelle Gruppe A | Abschlusstabelle Gruppe A | Abschlusstabelle Gruppe A |
| Platz                     | Name                      | MP                        | SP                        | Pkte                      | Aufn.                     | GD                        | BED                       | BSD                       | HS                        |
| ------------------------- | ------------------------- | ------------------------- | ------------------------- | ------------------------- | ------------------------- | ------------------------- | ------------------------- | ------------------------- | ------------------------- |
| 1                         | Gülşen Degener            | 6:0                       | 6:0                       | 70                        | 87                        | 0,804                     | 1,142                     | 1,500                     | 6                         |
| 2                         | Maria Isabel Romia        | 4:2                       | 4:2                       | 56                        | 100                       | 0,560                     | 0,705                     | 1,000                     | 3                         |
| 3                         | Irena Michálková          | 2:4                       | 2:5                       | 41                        | 127                       | 0,322                     | 0,324                     | 0,500                     | 3                         |
| 4                         | Susanne Berntsen          | 0:6                       | 1:6                       | 31                        | 156                       | 0,198                     | -                         | 0,240                     | 3                         |

| Abschlusstabelle Gruppe B | Abschlusstabelle Gruppe B | Abschlusstabelle Gruppe B | Abschlusstabelle Gruppe B | Abschlusstabelle Gruppe B | Abschlusstabelle Gruppe B | Abschlusstabelle Gruppe B | Abschlusstabelle Gruppe B | Abschlusstabelle Gruppe B | Abschlusstabelle Gruppe B |
| Platz                     | Name                      | MP                        | SP                        | Pkte                      | Aufn.                     | GD                        | BED                       | BSD                       | HS                        |
| ------------------------- | ------------------------- | ------------------------- | ------------------------- | ------------------------- | ------------------------- | ------------------------- | ------------------------- | ------------------------- | ------------------------- |
| 1                         | Therese Klompenhouwer     | 6:0                       | 6:1                       | 83                        | 93                        | 0,892                     | 1,142                     | 1,200                     | 5                         |
| 2                         | Ingrid Engelbrecht        | 4:2                       | 4:4                       | 63                        | 130                       | 0,484                     | 0,725                     | 1,200                     | 6                         |
| 3                         | Danielle le Bruijn        | 2:4                       | 4:4                       | 63                        | 120                       | 0,525                     | 0,600                     | 1,200                     | 6                         |
| 4                         | Aida Lehbil               | 0:6                       | 1:6                       | 36                        | 119                       | 0,302                     | -                         | 0,571                     | 3                         |

| Abschlusstabelle Gruppe C | Abschlusstabelle Gruppe C | Abschlusstabelle Gruppe C | Abschlusstabelle Gruppe C | Abschlusstabelle Gruppe C | Abschlusstabelle Gruppe C | Abschlusstabelle Gruppe C | Abschlusstabelle Gruppe C | Abschlusstabelle Gruppe C | Abschlusstabelle Gruppe C |
| Platz                     | Name                      | MP                        | SP                        | Pkte                      | Aufn.                     | GD                        | BED                       | BSD                       | HS                        |
| ------------------------- | ------------------------- | ------------------------- | ------------------------- | ------------------------- | ------------------------- | ------------------------- | ------------------------- | ------------------------- | ------------------------- |
| 1                         | Karina Jetten             | 6:0                       | 6:0                       | 69                        | 102                       | 0,676                     | 0,857                     | 1,333                     | 5                         |
| 2                         | Marianne Mortensen        | 4:2                       | 4:3                       | 57                        | 141                       | 0,404                     | 0,534                     | 0,666                     | 3                         |
| 3                         | Helga Mitterböck          | 2:4                       | 2:4                       | 36                        | 116                       | 0,310                     | 0,425                     | 0,545                     | 3                         |
| 4                         | Gloria Abbanath           | 0:6                       | 1:6                       | 53                        | 162                       | 0,327                     | -                         | 0,480                     | 2                         |

| Abschlusstabelle Gruppe D | Abschlusstabelle Gruppe D | Abschlusstabelle Gruppe D | Abschlusstabelle Gruppe D | Abschlusstabelle Gruppe D | Abschlusstabelle Gruppe D | Abschlusstabelle Gruppe D | Abschlusstabelle Gruppe D | Abschlusstabelle Gruppe D | Abschlusstabelle Gruppe D |
| Platz                     | Name                      | MP                        | SP                        | Pkte                      | Aufn.                     | GD                        | BED                       | BSD                       | HS                        |
| ------------------------- | ------------------------- | ------------------------- | ------------------------- | ------------------------- | ------------------------- | ------------------------- | ------------------------- | ------------------------- | ------------------------- |
| 1                         | Gerrie Geelen             | 6:0                       | 6:0                       | 65                        | 111                       | 0,585                     | 0,685                     | 1,200                     | 5                         |
| 2                         | Jeanette Jensen           | 4:2                       | 4:2                       | 51                        | 121                       | 0,421                     | 0,638                     | 1,090                     | 4                         |
| 3                         | Celine Jacques            | 1:5                       | 1:5                       | 50                        | 155                       | 0,322                     | 0,375                     | 0,360                     | 3                         |
| 4                         | Jaime Buelens             | 1:5                       | 1:5                       | 47                        | 147                       | 0,319                     | 0,361                     | 0,545                     | 4                         |

## KO-Runde
|  | Viertelfinale 2 GS bis 12 | Viertelfinale 2 GS bis 12 | Viertelfinale 2 GS bis 12 | Viertelfinale 2 GS bis 12 | Viertelfinale 2 GS bis 12 | Viertelfinale 2 GS bis 12 |                       |                       | Halbfinale 2 GS bis 12 | Halbfinale 2 GS bis 12 | Halbfinale 2 GS bis 12 | Halbfinale 2 GS bis 12 | Halbfinale 2 GS bis 12 | Halbfinale 2 GS bis 12 |      |       | Finale 2 GS bis 12 | Finale 2 GS bis 12 | Finale 2 GS bis 12 | Finale 2 GS bis 12 | Finale 2 GS bis 12 | Finale 2 GS bis 12 |
|  |                           |                           |                           |                           |                           |                           |                       |                       |                        |                        |                        |                        |                        |                        |      |       |                    |                    |                    |                    |                    |                    |
|  |                           | SP                        | Pkt.                      | Aufn.                     | GD                        | HS                        |                       |                       |                        |                        |                        |                        |                        |                        |      |       |                    |                    |                    |                    |                    |                    |
|  |                           | SP                        | Pkt.                      | Aufn.                     | GD                        | HS                        |                       |                       |                        |                        |                        |                        |                        |                        |      |       |                    |                    |                    |                    |                    |                    |
|  | Gülşen Degener            | 2                         | 24                        | 26                        | 0,923                     | 7                         |                       |                       |                        |                        |                        |                        |                        |                        |      |       |                    |                    |                    |                    |                    |                    |
|  | Gülşen Degener            | 2                         | 24                        | 26                        | 0,923                     | 7                         |                       | SP                    | Pkt.                   | Aufn.                  | GD                     | HS                     |                        |                        |      |       |                    |                    |                    |                    |                    |                    |
|  | Jeanette Jensen           | 0                         | 8                         | 25                        | 0,320                     | 2                         |                       | SP                    | Pkt.                   | Aufn.                  | GD                     | HS                     |                        |                        |      |       |                    |                    |                    |                    |                    |                    |
|  | Jeanette Jensen           | 0                         | 8                         | 25                        | 0,320                     | 2                         | Gülşen Degener        | 1                     | 25                     | 42                     | 0,595                  | 5                      |                        |                        |      |       |                    |                    |                    |                    |                    |                    |
|  |                           | SP                        | Pkt.                      | Aufn.                     | GD                        | HS                        | Gülşen Degener        | 1                     | 25                     | 42                     | 0,595                  | 5                      |                        |                        |      |       |                    |                    |                    |                    |                    |                    |
|  |                           | SP                        | Pkt.                      | Aufn.                     | GD                        | HS                        |                       | Karina Jetten         | 2                      | 26                     | 43                     | 0,604                  | 4                      |                        |      |       |                    |                    |                    |                    |                    |                    |
|  | Karina Jetten             | 2                         | 24                        | 33                        | 0,727                     | 4                         |                       | Karina Jetten         | 2                      | 26                     | 43                     | 0,604                  | 4                      |                        |      |       |                    |                    |                    |                    |                    |                    |
|  | Karina Jetten             | 2                         | 24                        | 33                        | 0,727                     | 4                         |                       |                       |                        |                        |                        |                        |                        | SP                     | Pkt. | Aufn. | GD                 | HS                 |                    |                    |                    |                    |
|  | Ingrid Engelbrecht        | 0                         | 11                        | 32                        | 0,343                     | 2                         |                       |                       |                        |                        |                        |                        |                        | SP                     | Pkt. | Aufn. | GD                 | HS                 |                    |                    |                    |                    |
|  | Ingrid Engelbrecht        | 0                         | 11                        | 32                        | 0,343                     | 2                         | Karina Jetten         | 0                     | 12                     | 24                     | 0,500                  | 2                      |                        |                        |      |       |                    |                    |                    |                    |                    |                    |
|  |                           | SP                        | Pkt.                      | Aufn.                     | GD                        | HS                        | Karina Jetten         | 0                     | 12                     | 24                     | 0,500                  | 2                      |                        |                        |      |       |                    |                    |                    |                    |                    |                    |
|  |                           | SP                        | Pkt.                      | Aufn.                     | GD                        | HS                        |                       | Therese Klompenhouwer | 2                      | 24                     | 25                     | 0,960                  | 5                      |                        |      |       |                    |                    |                    |                    |                    |                    |
|  | Therese Klompenhouwer     | 2                         | 24                        | 31                        | 0,774                     | 6                         |                       | Therese Klompenhouwer | 2                      | 24                     | 25                     | 0,960                  | 5                      |                        |      |       |                    |                    |                    |                    |                    |                    |
|  | Therese Klompenhouwer     | 2                         | 24                        | 31                        | 0,774                     | 6                         |                       | SP                    | Pkt.                   | Aufn.                  | GD                     | HS                     |                        |                        |      |       |                    |                    |                    |                    |                    |                    |
|  | Marianne Mortensen        | 0                         | 9                         | 30                        | 0,300                     | 2                         |                       | SP                    | Pkt.                   | Aufn.                  | GD                     | HS                     |                        |                        |      |       |                    |                    |                    |                    |                    |                    |
|  | Marianne Mortensen        | 0                         | 9                         | 30                        | 0,300                     | 2                         | Therese Klompenhouwer | 2                     | 33                     | 41                     | 0,804                  | 5                      |                        |                        |      |       |                    |                    |                    |                    |                    |                    |
|  |                           | SP                        | Pkt.                      | Aufn.                     | GD                        | HS                        | Therese Klompenhouwer | 2                     | 33                     | 41                     | 0,804                  | 5                      |                        |                        |      |       |                    |                    |                    |                    |                    |                    |
|  |                           | SP                        | Pkt.                      | Aufn.                     | GD                        | HS                        |                       | Gerrie Geelen         | 1                      | 22                     | 40                     | 0,550                  | 4                      |                        |      |       |                    |                    |                    |                    |                    |                    |
|  | Gerrie Geelen             | 2                         | 27                        | 36                        | 0,750                     | 3                         |                       | Gerrie Geelen         | 1                      | 22                     | 40                     | 0,550                  | 4                      |                        |      |       |                    |                    |                    |                    |                    |                    |
|  | Gerrie Geelen             | 2                         | 27                        | 36                        | 0,750                     | 3                         |                       |                       |                        |                        |                        |                        |                        |                        |      |       |                    |                    |                    |                    |                    |                    |
|  | Maria Isabel Romia        | 1                         | 18                        | 36                        | 0,500                     | 6                         |                       |                       |                        |                        |                        |                        |                        |                        |      |       |                    |                    |                    |                    |                    |                    |
|  | Maria Isabel Romia        | 1                         | 18                        | 36                        | 0,500                     | 6                         |                       |                       |                        |                        |                        |                        |                        |                        |      |       |                    |                    |                    |                    |                    |                    |

## Endergebnis
| MP    | Match Points (Sieger = 2; Unentschieden = 1; Verlierer = 0) |
| Pkte. | Erzielte Karambolagen                                       |
| Aufn. | Benötigte Versuche                                          |
| GD    | Generaldurchschnitt                                         |
| BED   | Bester Einzeldurchschnitt eines Spielers                    |
| HS    | Höchstserie                                                 |
|       | Bester GD des Turniers                                      |
|       | Bester ED des Turniers                                      |
|       | Beste HS des Turniers                                       |
|       | 1. Platz (Gold)                                             |
|       | 2. Platz (Silber)                                           |
|       | 3. Platz (Bronze)                                           |

| Endklassement              | Endklassement | Endklassement         | Endklassement | Endklassement | Endklassement | Endklassement | Endklassement | Endklassement | Endklassement | Endklassement |
| Phase                      | Platz         | Name                  | MP            | SP            | Pkt.          | Aufn.         | GD            | BED           | BSD           | HS            |
| -------------------------- | ------------- | --------------------- | ------------- | ------------- | ------------- | ------------- | ------------- | ------------- | ------------- | ------------- |
| Finale                     | 1             | Therese Klompenhouwer | 12:0          | 12:2          | 164           | 190           | 0,863         | 1,142         | 2,400         | 6             |
| Finale                     | 2             | Karina Jetten         | 10:2          | 10:3          | 131           | 202           | 0,648         | 0,857         | 1,333         | 5             |
| Halb- finale               | 3             | Gülşen Degener        | 8:2           | 9:2           | 119           | 155           | 0,767         | 1,142         | 1,500         | 7             |
| Halb- finale               | 3             | Gerrie Geelen         | 8:2           | 9:3           | 114           | 187           | 0,609         | 0,750         | 1,200         | 5             |
| Viertel- finale            | 5             | Maria Isabel Romia    | 4:4           | 5:4           | 74            | 136           | 0,544         | 0,705         | 1,200         | 6             |
| Viertel- finale            | 6             | Jeanette Jensen       | 4:4           | 4:4           | 59            | 146           | 0,404         | 0,638         | 1,090         | 4             |
| Viertel- finale            | 7             | Marianne Mortensen    | 4:4           | 4:5           | 66            | 171           | 0,385         | 0,534         | 0,666         | 3             |
| Viertel- finale            | 8             | Ingrid Engelbrecht    | 4:4           | 4:6           | 74            | 162           | 0,456         | 0,725         | 1,200         | 6             |
| Gruppen- phase             | 9             | Danielle le Bruijn    | 2:4           | 4:4           | 63            | 120           | 0,525         | 0,600         | 1,200         | 6             |
| Gruppen- phase             | 10            | Helga Mitterböck      | 2:4           | 2:4           | 36            | 116           | 0,310         | 0,425         | 0,545         | 3             |
| Gruppen- phase             | 11            | Irena Michálková      | 2:4           | 2:5           | 41            | 127           | 0,322         | 0,324         | 0,500         | 3             |
| Gruppen- phase             | 12            | Celine Jacques        | 1:5           | 1:5           | 50            | 155           | 0,322         | 0,375         | 0,360         | 3             |
| Gruppen- phase             | 13            | Jaime Buelens         | 1:5           | 1:5           | 47            | 147           | 0,319         | 0,361         | 0,545         | 4             |
| Gruppen- phase             | 14            | Gloria Abbanath       | 0:6           | 1:6           | 53            | 162           | 0,327         | -             | 0,480         | 2             |
| Gruppen- phase             | 15            | Aida Lehbil           | 0:6           | 1:6           | 36            | 119           | 0,302         | -             | 0,571         | 3             |
| Gruppen- phase             | 16            | Susanne Berntsen      | 0:6           | 1:6           | 31            | 156           | 0,198         | -             | 0,240         | 3             |
| Turnierdurchschnitt: 0,472 |               |                       |               |               |               |               |               |               |               |               |